# تصوير وظيفي
التصوير الوظيفي أو التصوير الفسيولوجي هي تقنية تصوير طبي للكشف أو قياس التغييرات في عملية التمثيل أو البناء الغذائي وتدفق الدم والتركيب الكيميائي الإقليمي والامتصاص. على عكس عملية التصوير الهيكلية (الاعتيادية)، يركز التصوير الوظيفي على الكشف عن الأنشطة الفسيولوجية داخل نسيج أو عضو معين من خلال توظيف طرق الصور الطبية التي تستخدم عادة المتتبعات والمسابير لتعكس التوزيع المكاني لها داخل الجسم. هذه المتتبعات غالبا ما تكون مماثلة لبعض المركبات الكيميائية، مثل الجلوكوز داخل الجسم، لتحقيق ذلك، تستخدم النظائر لأن لها خصائص كيميائية وبيولوجية مماثلة. باستخدام التناسب المناسب، يمكن لأطباء الطب النووي تحديد الكثافة الحقيقية لمادة معينة داخل الجسم لتقييم الخطر منها أو خطر الإصابة ببعض الأمراض.

## الطرق

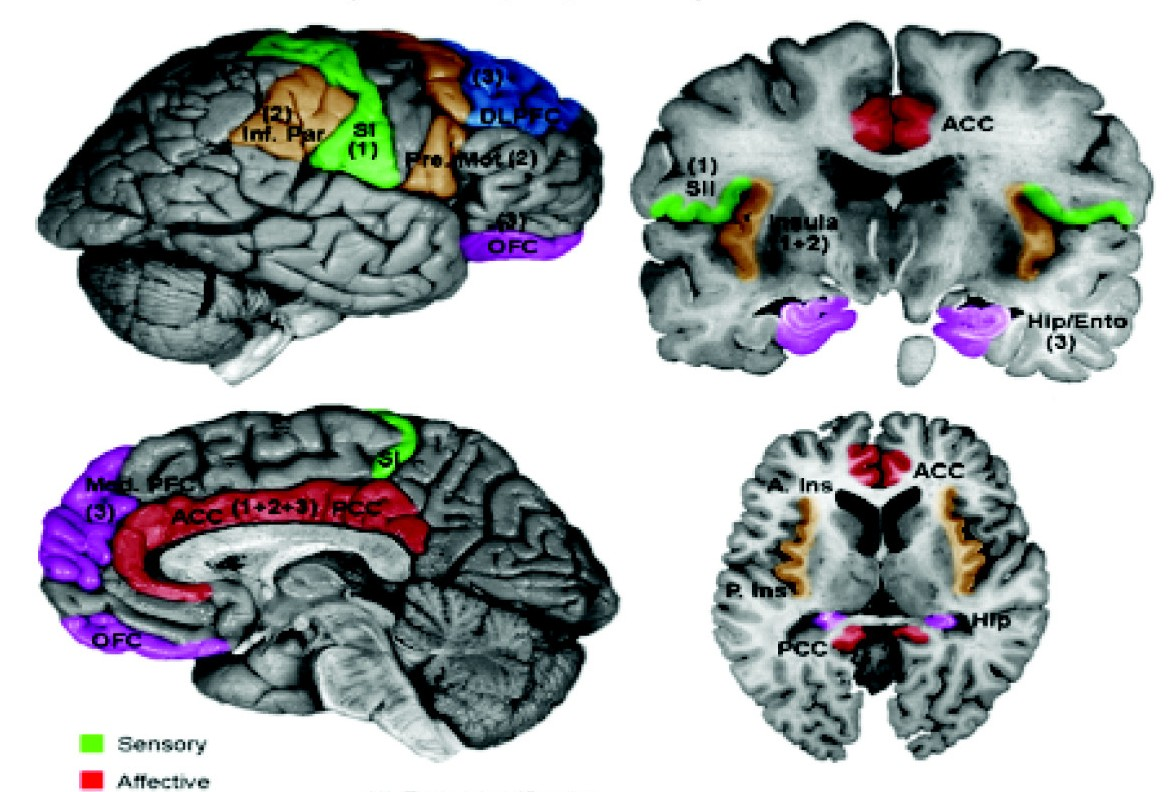
أمثلة على مقاييس وظائف الجهاز العصبي المركزي. مخطط للمناطق القشرية المعنية بمعالجة الألم. تلخص المناطق المميزة المناطق التي وجدت نشطة في دراسات التصوير الوظيفي السابقة. يعكس الترميز اللوني الدور المفترض لكل منطقة في معالجة الأبعاد النفسية المختلفة للألم.

- ألة التصوير المقطعي بالانبعاث الموضعي (PET Scan)أمثلة على مقاييس وظائف الجهاز العصبي المركزي. مخطط للمناطق القشرية المعنية بمعالجة الألم. تلخص المناطق المميزة المناطق التي وجدت نشطة في دراسات التصوير الوظيفي السابقة. يعكس الترميز اللوني الدور المفترض لكل منطقة في معالجة الأبعاد النفسية المختلفة للألم. تصوير مقطعي بالإصدار البوزيتروني (PET)
  - فلوروديوكسي غلوكوز لأيض الجلوكوز
  - أكسجين-15 كمتتبع للتدفق
- تصوير طبي بأشعة غاما (SPECT)
- تصوير مقطعي محوسب (CT)

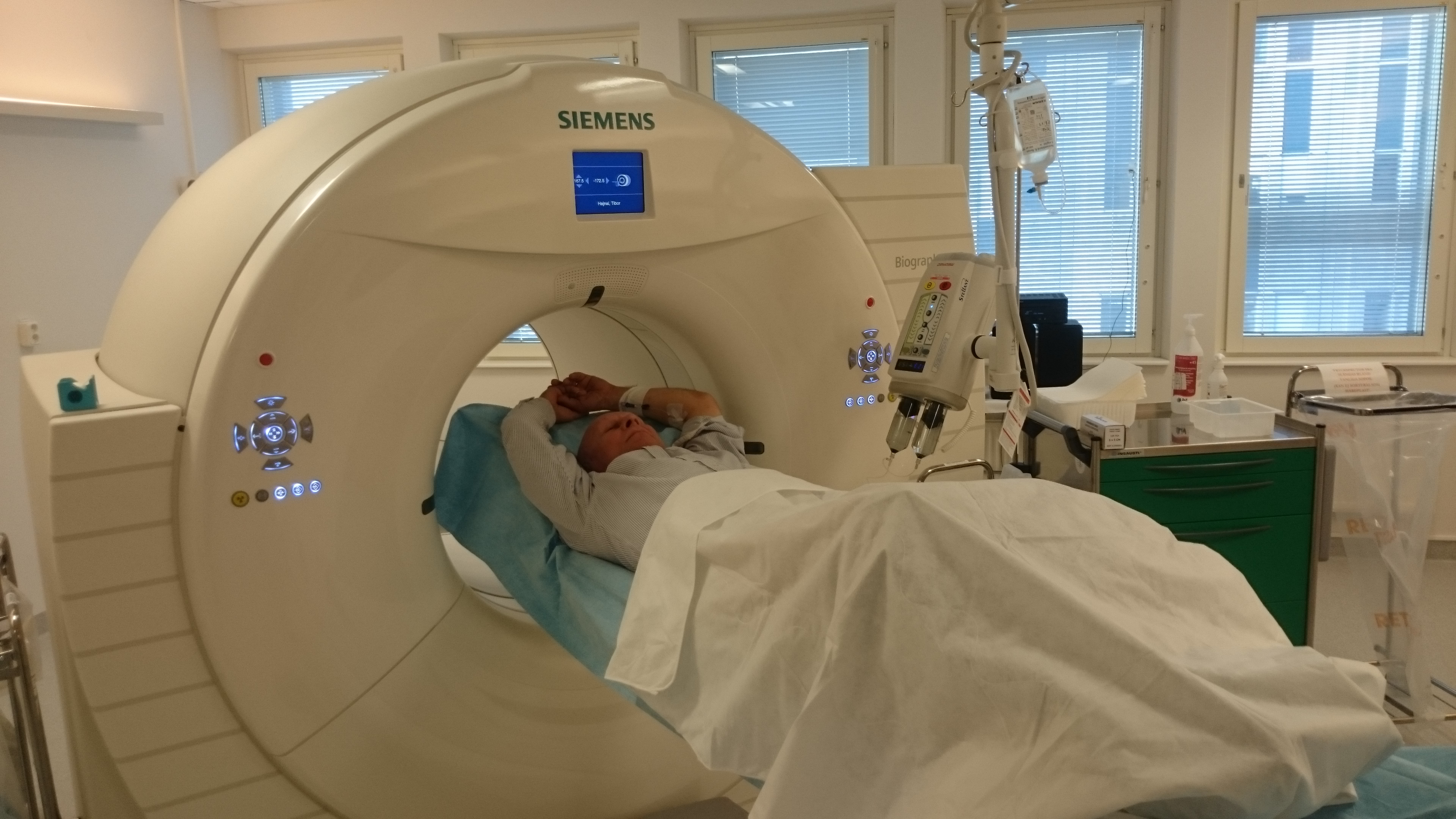
ألة التصوير المقطعي بالانبعاث الموضعي (PET Scan)

- تصوير بالرنين المغناطيسي الوظيفي (fMRI)
  - التصوير معتمد على مستوى الأكسجين في الدم (BOLD)
  - صورة الانتشار في الرنين المغناطيسي
  - تروية دموية
  - التصوير بالرنين المغناطيسي الشرياني
  - التصوير بالرنين المغناطيسي لحجم الدم.
  - التصوير بالرنين المغناطيسي لكربون-13
- التصوير الضوئي الصوتي الوظيفي (fPAM)
- تصوير جسيم مغناطيسي (MPI)
- تصوير فوتوغرافي
  - التنظير الطيفي للأشعة القريبة من تحت الحمراء (NIRS)